# مالیات بر ارزش افزوده

نقشه کشورها و قلمروها بر پایه وضعیت مالیات بر ارزش افزوده شان

مالیات بر ارزش افزوده «مالیات غیر مستقیمی» است که مصرف‌کننده (خریدار) آن را به همراه بهای خرید کالا یا خدمات می‌پردازد و دریافت‌کننده (فروشنده) موظف است مقدار مالیات دریافتی را به خزانه دولت واریز کند. از آنجا که خود فروشنده نیز ضمن خرید اولیه چنین مالیاتی را پرداخته ولی مصرف‌کننده محسوب نمی‌شود، اینست که او حق دارد کل «مالیات‌های ارزش افزوده» پرداختی خود را از کل «مالیات بر ارزش افزوده» های دریافتی کسر کرده و مابه تفاوت را به دولت بپردازد.
دولت‌ها مصارف ویژه‌ای را برای این مالیات در نظر گرفته‌اند. این مالیات از مهم‌ترین درآمدهای خزانه استانداریها، شهرداریها و دولت‌های مرکزی محسوب می‌شود و معمولاً به حساب خزانه دولت مرکزی وارد و از آنجا طبق قانون و معمولاً بنا بر نسبت جمعیت بین استان‌ها و شهرها پخش می‌شود.
مالیات بر ارزش افزوده به تمامی خدمات و کالاهایی تعلق می‌گیرد که در برابر پول در داخل کشور داد و ستد می‌شوند، مگر آنکه در قانون برای آن شرایط ویژه، از جمله تخفیف‌هایی در نظر گرفته باشند. کالاهایی که صادر می‌شوند از این مالیات معاف هستند. به همین دلیل گردشگران (که در کشور محل سفر و خرید اقامت رسمی و دائم ندارند) می‌توانند ضمن خرید، از فروشنده «برگه تفکیک بهای خرید و مالیات برارزش افزوده» (Export document) درخواست کنند. این برگه می‌بایستی ضمن خروج از کشور (حد اکثر سه ماه پس از خرید) توسط اداره گمرک مرزی، پس از رویت اجناس، تأیید شود. خریدار سپس می‌تواند از راه‌های مختلف، از جمله طی سفر بعدی از طریق خود فروشنده یا شرکت‌های ویژه مستقر در بخش ترانزیت فرودگاه یا در خاک کشور مقصد، مالیات پرداختی را دریافت کند. ساکنین کشورهای اتحادیه اروپا در داخل مرزهای این اتحادیه امکان باز دریافت مالیات را ندارند. فروشگاه‌های واقع در سالن ترانزیت فرودگاه‌ها، در محوطه سفارت خانه‌ها، سازمان ملل، یونسکو، فائو و سایر مکان‌های در این رده، که خرید در آن‌ها تحت شرایط ویژه‌ای امکان دارد، «Duty-free shop» محسوب شده و مالیات بر ارزش افزوده را از مشتری دریافت نمی‌کنند.
اداره گمرک برای کالاهایی که داخل کشور می‌شوند (واردات تجاری، به وسیلهٔ مسافر یا از راه پست) پس از کسر مبلغ سقفی مجاز، مالیات بر ارزش افزوده بهای حقیقی یا تخمینی آن کالا را از مالک کسب می‌کند. در این رابطه استثناءهایی وجود دارد که قانون هر کشوری تعیین می‌کند؛ مثلاً در اکثر کشورهای اروپایی واردات شیر مادر، اعضای بدن انسان، خون و محصولات جانبی خون، برخی کشتی‌های اقیانوس پیما و برخی اقلام دیگر از مالیات بر ارزش افزوده وارداتی معاف هستند (ر ک قوانین کشوری)
در برخی کشورها داروها، خدمات پزشکی، خدمات عام‌المنفعه، مواد غذایی، کالاهای رسانه‌ای چاپی غیر تبلیغاتی (یا با تبلیغات نسبتاً کم) و برخی خدمات دولتی و شبه دولتی در بعضی کشورها (ازجمله آتش‌نشانی، دادگستری، بهای تمبر و برخی دیگر خدمات پستی، خدمات ایمنی و نجات، جرائم نقدی و امثالهم) شامل استثناء می‌شوند. در این رابطه، یعنی تخفیف‌ها یا حذف مالیات استثناءها بسیار فراوان هستند و بایستی به قوانین هر کشوری رجوع کرد؛ مثلاً در اروپا فقط ۳ کشور مالیات بر ارزش افزوده داروها را حذف نموده‌اند و مابقی کشورها نرخ مالیات را با تخفیف یا کامل کسب می‌کنند (انگلستان، ایرلند و سوئد صفر٪) (آلمان ۱۹٪ یعنی نرخ کامل).
اداره مالیات در حالت عادی «تک پست» های دریافتی و پرداختی کسبه را در نظر نمی‌گیرد (ولی ممیزی مالیاتی اداره دارایی اینکار را می‌کند)، بلکه جمع کل را در انتهای سال مورد محاسبه قرار می‌دهد. یک بازرگان یا تولیدکننده در انتهای سال حجم تمامی مالیات‌های پرداختی (برای آب، برق، گاز، خریدهای شرکت، بنزین خودروها، تعمیر خودروها و صدها پست دیگر) را از کل مالیات‌های دریافتی از مشتریان کسر نموده و وجه تفاوت را به خزانه دولت می‌پردازد.

## پیشینه تاریخی
مقاله اصلی:ارزش افزوده
ارزش افزوده به ارزشی که در فرایند تولید به ارزش کالاهای واسطه‌ای افزوده می‌شود، گفته می‌شود. این مفهوم به فرایند تولید مربوط است و نه به کالای خاص. ارزش افزوده اقتصادی معیاری برای سنجش عملکرد مالی شرکت بر اساس ثروت مازاد است که با کسر هزینه سرمایه از سود عملیاتی (پس از کسر مالیات) محاسبه می‌شود. ارزش‌افزوده اقتصادی با عنوان «سود اقتصادی» نیز شناخته می‌شود. فرمول محاسبه ارزش‌افزوده اقتصادی عبارت است از: سود عملیاتی پس از کسر مالیات منهای هزینه سرمایه.
این معیار توسط شرکت مشاوره شناسایی و معرفی شد که می‌تواند نشان‌دهنده سود اقتصادی حقیقی یک شرکت باشد.
بنا بر کتیبه‌های گلی یافت شده خزانه دار دولت در زمان هخامنشیان، به نسبت درآمد هر کاسبی که از راه فروش اجناس انباشته بود از او مالیات می‌خواست؛ بنابراین گروهی از تاریخ‌نگاران ادعا می‌کنند که اساساً سیستم مدرن مالیاتی را هخامنشیان به دنیا ارائه دادند.
در اروپا آلمان‌ها به عنوان اولین قوم در قرن پانزدهم میلادی شروع به کسب نوعی مالیات بر فروش کردند. در سال ۱۷۵۴ «گراف برول» از اهالی ساکسون رسماً و با کتاب قانون، عبارت «مالیات بر فروش» را رایج کرد و به کار گرفت.
در سال ۱۹۱۶ طی جنگ جهانی اول این قانون در سرتاسر آلمان به صورت واحد رسمی شد. رقم سقفی این مالیات از ۰/۲٪، در سال ۱۹۳۵ به ۲٪ و در سال ۱۹۴۶ به ۵٪ افزوده شد.
این نوع مالیات در سال ۱۹۶۸ میلادی در راستای هماهنگی مالیات‌های اروپا «مالیات بر ارزش افزوده» نامیده شد و تقریباً در سراسر اروپا به همین نام رایج گشت. امروزه این مالیات «شاهرگ» خزانه دولت‌ها را تشکیل می‌دهد و بدون آن موجودیت سیستم به زیر سؤال می‌رود. «مالیات بر ارزش افزوده» تنها مالیاتی است که هرگز در تاریخ روال نزولی نداشته و پیوسته افزایش می‌یافته است.

## نمونه‌ها
تاجر یا کشاورز جنگلدار یک کیلوگرم چوب درخت را به بهای ۱۰ ریال به کارخانه کاغذسازی می‌فروشد و ۱۰٪ یعنی ۰٬۹ ریال مالیات نهفته ارزش افزوده کسب می‌کند [۱۰ ریال =( ارزش افزوده ۰٬۹ + بهای چوب ۹٬۱)]. کاغذ تولید شده از دست ده‌ها تولیدکننده و بازرگان و دلال عبور می‌کند تا در انتها به شکل یک کتاب با قیمت فروش ۵۰۰۰۰ ریال (با مالیات نهفته ۱۰ درصدی = ۴۵۴۵٬۴۵ ریال) به دست مصرف‌کننده برسد. در این بین خزانه دولت شاید ده‌ها یا صدها بار مالیات بر ارزش افزوده کسب کرده و باید کل مبالغ تفاوت ارزش‌های افزوده دریافتی را به پرداخت‌کننده‌ها یعنی همه «ارزش افزاها» که در تبدیل چوب به کتاب سهیم بوده‌اند، از جمله: کارخانه چوب بُری، کارخانه اره سازی، فروشنده‌های عمده و خرده اره، تا کاغذ ساز، کاغذ فروش، شرکت‌های باربری و ترابری، شرکت‌های بیمه، شرکت برق، شرکت آب، شرکت تلفن، شرکت خدمات اینترنت، شرکت دفع زباله، سازنده رنگ کاغذ، سازنده رنگ چاپ، فروشنده رنگ کاغذ، فروشنده رنگ چاپ، عمده فروش‌های مختلف، چاپخانه کتاب، صحافی کتاب، شرکت‌های تبلیغات و تک فروش کتاب بازگرداند، زیرا مالیات بر ارزش افزوده حقیقی را فقط باید مصرف‌کننده انتهایی بپردازد. این امر کار بخش خصوصی و اداره‌های مالیات را بسیار سنگین می‌کند. به همین خاطر گهگاهی بحث آن مطرح می‌شود که بهتر است این مالیات را از داد و ستدهای بین «ارزش افزاها» (تولیدکننده گان، فروشنده‌های میانی و دلال‌ها) حذف کنند.

### نمونه ساده محاسبه
تسویه حساب بازرگان با مالیات ۱۰ درصدی: خرید جنس با بهای ۱۰۰ ریال + ۱۰ ریال مالیات و افزودن ارزش جنس… و در انتها ۳۰۰ ریال فروش با ۲۷/۲۷ ریال مالیات نهفته در بهای فروش. مابه تفاوت قابل پرداخت به خزانه دولت = ۱۷/۲۷ ریال.
۱۰۰ ریال + ۱۰٪ = ۱۱۰ ریال ← افزودن ارزش (دلالی، فروش یا تولید فرق نمی‌کند) ← فروش به قیمت ۲۷۲/۷۳ ریال + ۱۰٪ مالیات (= ۲۷/۲۷) = ۳۰۰ ریال

## نرخ مالیات
در بسیاری کشورها چند نوع و درصد مختلف برای این مالیات وجود دارد؛ مثلاً آلمان: مالیات استاندارد ۱۹٪ است؛ ولی خوراک، آب منازل، مطبوعات و کتاب ۷٪ و اجرت پزشک، خدمات شهری و دولتی و خرید خانه صفر٪ (به هزینه‌های ساختن خانه مالیات تعلق می‌گیرد!) ولی دارو ۱۹٪ است. کمترین سطح مالیات بر ارزش افزوده را در اروپا سوئیس با ۸٪ و بالاترین را ایسلند با ۲۵٬۱٪ داراست. در کشورهای دیگر جهان نیز بین ۴ تا ۲۵٪ رایج است (ژاپن ۵٪، ترکیه ۱٪، ۸٪ و ۱۸٪، سوئیس صفر تا ۸٪، ایالات متحد آمریکا از این نوع مالیات (با این نام) استفاده نمی‌کند)
روش محاسبه نرخ‌های متفاوت مالیات بر ارزش افزوده در برخی کشورها بسیار پیچیده است و در نهایت اشکال و اشتباه‌هایی را در حسابداری شرکت‌ها ببار میاورد. این امر می‌تواند پس از چندین سال کار و کسب برای مالیات پردازان مشکلات تسویه حساب مالیاتی کلانی به وجود بیاورد.

### کشورهای بدون مالیات بر ارزش افزوده
مبدأ اصلی روش مالیات‌گیری به صورت مالیات بر ارزش افزوده، کشورهای توسعه‌یافتهٔ اروپا می‌باشد، اما برخی کشورها با نگرشی متفاوت به اقتصاد، از این روش از مالیات‌گیری بهره نمی‌برند. از جملهٔ کشورهایی که در آن‌ها مالیات‌گیری از نوعِ مالیات بر ارزش افزوده استفاده نمی‌شود می‌توان کشورهایی همچون ایالات متحده آمریکا را نام برد.
کشورهای زیر در حال حاضر مالیات بر ارزش افزوده نمی‌گیرند
| کشور                                | ملاحظات |
| ----------------------------------- | --- |
| آکراتاری و داکیلیا                  | سرزمین‌های فرادریایی بریتانیا |
| آنگولا                              | — |
| آنگویلا                             | قلمروی فرادریایی بریتانیا |
| بحرین                               | شورای همکاری کشورهای عرب خلیج فارس |
| برمودا                              | قلمروی فرادریایی بریتانیا |
| بوتان (کشور)                        | — |
| قلمرو جنوبگان بریتانیا              | قلمروی فرادریایی بریتانیا |
| قلمرو اقیانوس هند بریتانیا          | قلمروی فرادریایی بریتانیا |
| جزایر ویرجین انگلستان               | قلمروی فرادریایی بریتانیا |
| برونئی                              | — |
| جزایر کیمن                          | قلمروی فرادریایی بریتانیا |
| کومور                               | — |
| کوبا                                | — |
| جیبوتی                              | — |
| اریتره                              | — |
| جزایر فالکلند                       | قلمروی فرادریایی بریتانیا |
| جبل طارق                            | قلمروی فرادریایی بریتانیا |
| گرنزی                               | جزیره‌های وابسته به تاج و تخت بریتانیا |
| هنگ کنگ                             | منطقه ویژه اداری (چین) |
| عراق                                | — |
| کیریباتی                            | — |
| کویت                                | شورای همکاری خلیج فارس |
| لیبریا                              | — |
| لیبی                                | — |
| ماکائو                              | منطقه اداری ویژهٔ چین |
| مالدیو                              | — |
| جزایر مارشال                        | — |
| ایالات فدرال میکرونزی               | — |
| مونتسرات                            | قلمروی فرادریایی بریتانیا |
| میانمار                             | — |
| نائورو                              | — |
| کره شمالی                           | — |
| عمان                                | شورای همکاری خلیج فارس |
| پالائو                              | — |
| جزایر پیت‌کرن                        | قلمروی فرادریایی بریتانیا |
| قطر                                 | شورای همکاری خلیج فارس |
| سینت هلینا                          | قلمروی فرادریایی بریتانیا |
| سان مارینو                          | — |
| سائوتومه و پرنسیپ                   | — |
| جزایر سلیمان                        | — |
| سومالی                              | — |
| جورجیای جنوبی و جزایر ساندویچ جنوبی | قلمروی فرادریایی بریتانیا |
| سودان جنوبی                         | — |
| سورینام                             | — |
| اسواتینی                            | — |
| سوریه                               | — |
| تیمور شرقی                          | — |
| جزایر تورکس و کایکوس                | قلمروی فرادریایی بریتانیا |
| تووالو                              | — |
| ایالات متحده آمریکا                 | بیشتر ایالات و برخی شهرها، شهرستان‌ها و مناطق حفاظت شده سرخپوستان مالیات فروش می‌گیرند. دولت فدرال بر برخی کالاها مالیات وضع کرده ولی مالیات بر فروش در سطح کشور جمع‌آوری نمی‌کند. |
| واتیکان                             | — |
| یمن                                 | — |

## نظام‌های مختلف مالیات بر ارزش افزوده

### اتحادیه اروپا
بنا بر قوانین بسیاری از کشورها از جمله در تمامی اتحادیه اروپا، فروشنده‌ها وظیفه دارند قیمت کل و حاوی «مالیات بر ارزش افزوده» را روی کالا بنویسند. روش قیمت‌گذاری به شکل «قیمت پایه» + «مالیات بر ارزش افزوده» ممنوع است و جرم سنگینی محسوب می‌شود. فروشنده‌ها موظف هستند در فاکتور نویسی (مثلاً رسید صندوق) در انتهای محاسبه «مبلغ قابل پرداخت»، رقم «مالیات بر ارزش افزوده» را به صورت جداگانه استخراج کرده و به همراه نرخ درصد آن بنویسند.
نمونه: ۱۱۰ ریال بهای فروش کل← رسید صندوق: قیمت کل = ۱۱۰ ریال. دارای ۱۰ ریال مالیات بر ارزش افزوده به نرخ ۱۰٪.
دولت انگلستان در سال ۲۰۱۰ میلادی ۱۱۰ میلیارد یورو مالیات بر ارزش افزوده کسب کرده، دولت اتریش ۲۳ میلیارد یورو و دولت آلمان ۱۸۰ میلیارد یورو. این رقم برابر ۴۸٬۳٪ کل مالیات‌ها در آلمان است. در سال ۲۰۱۵ در اتحادیه اروپا ۱۰۰۰٫۰۰۰٫۰۰۰٫۰۰۰ یورو مالیات بر ارزش افزوده کسب شده و تخمینا ۱۷۰٫۰۰۰٫۰۰۰٫۰۰۰ یورو مالیات بر ارزش افزوده با روش‌های غیرقانونی به عنوان «فرار مالیاتی» به دست دولت‌ها نرسیده. همچنین سالانه ۵۰٫۰۰۰٫۰۰۰٫۰۰۰ یوروی دیگر نیز از طریق کلاهبرداری شبه قانونی به نام تجارت «چرخ فلکی» (به انگلیسی carousel fraud یا Missing trader fraud) به دست دولت‌ها نمی‌رسد. در روش چرخِ‌فلکی، کلاهبرداران کالاها را بدون ارزش افزوده از کشورهای دیگر وارد می‌کنند، سپس آن کالاها را به خریداران داخلی می‌فروشند و ارزش افزوده را از آن‌ها دریافت می‌کنند. سپس فروشنده بدون پرداخت مالیات به دولت ناپدید می‌شود. در این روش کالاهای سبک ولی گرانبها چون تلفن همراه یا مدار مجتمع بین بازرگانان چند کشور اروپایی گردانده (دست به دست) می‌شوند تا اینکه بازرگان آخر خط، یکباره چرخه گردان را در بازار ترک می‌کند «Missing trader»، ضمن این که بازرگانان قبلی بخاطر تجارت صادراتی مالیات لازم را نپرداخته‌اند یا اگر تجارت داخلی بوده، مالیات خود را پس گرفته‌اند. ردگیری این‌گونه وجوه مالیات بسیار مشکل و پیچیده است. دولت‌های اروپا از سال ۲۰۱۵ موانع ویژه‌ای برای این‌گونه کلاه‌برداری‌ها طرح‌ریزی کرده‌اند.

### جمهوری اسلامی ایران
به منظور اجرای این مالیات در ایران، لایحه آن برای اولین بار در دی ماه ۱۳۶۶ به مجلس شورای اسلامی برده شد. این لایحه در کمیسیون اقتصادی مجلس مورد بررسی قرار گرفت و پس از اعمال نظرات موافق و مخالف به صحن علنی مجلس رفت که پس از تصویب ۶ ماده از آن بنا به تقاضای دولت و به دلیل اجرای سیاست تثبیت قیمت‌ها به دولت بازگردانده شد.
در سال ۱۳۷۰ بخش امور مالی صندوق بین‌المللی پول، در راستای اصلاح نظام مالیاتی نظام جمهوری اسلامی ایران، اجرای سیاست مالیات بر ارزش افزوده را به عنوان یکی از عوامل اصلی افزایش کارایی و اصلاح نظام مالیاتی پیشنهاد نمود. با توجه به نظرات کارشناسان صندوق بین‌المللی پول، مطالعات و بررسی‌های متعددی در این زمینه در وزارت امور اقتصادی و دارایی صورت پذیرفت و اجرای مالیات بر ارزش افزوده در سمینارها و کمیته‌های مختلف علمی با حضور کارشناسان داخلی و خارجی مورد تأکید قرار گرفت، وزارت امور اقتصادی و دارایی در راستای طرح ساماندهی اقتصادی کشور، انجام اصلاحات اساسی در سیستم مالیاتی از جمله حذف انواع معافیتها، حذف انواع عوارض وگسترش پایه مالیاتی را با تأکید خاص بر کارایی نظام مالیاتی، شروع نمود و مطالعات جدید امکان‌سنجی در این زمینه به عمل آورد. با توجه به اهمیت بسط پایه مالیاتی به عنوان یکی از اصول اساسی سیاست‌های مالی طرح ساماندهی اقتصاد کشور، معاونت درآمدهای مالیاتی وزارت امور اقتصادی و دارایی مطالعات علمی متعددی را با در نظر گرفتن خصوصیات فرهنگی، اجتماعی و اقتصادی کشور در زمینه اجرای مالیات بر ارزش افزوده، از دی ماه ۱۳۷۶ آغاز کرد. لایحه مالیات بر ارزش افزوده، اکنون با در نظر گرفتن اثرات اقتصادی ناشی از اجرای این مالیات با اصلاحات و بازنگری‌های متعدد، به مجلس شورای اسلامی ارائه شده است.
قانون مالیات بر ارزش افزوده با اختیارات ناشی از ماده ۸۵ قانون اساسی جمهوری اسلامی ایران در ۵۳ ماده و ۴۷ تبصره در تاریخ ۱۳۸۷/۲/۱۷ در کمیسیون اقتصادی مجلس شورای اسلامی تصویب شده است تا در مدت آزمایشی ۵ سال از تاریخ اول مهرماه ۱۳۸۷ به اجرا گذاشته شود.
از ابتدای سال ۱۳۹۴ میزان این نوع از مالیات در ایران مجدداً افزایش خواهد یافت و از ۶درصد به ۹ درصد تغییر کرد. (این قانون جایگزین قانون تجمیع عوارض شده است)
قانون دائمی مالیات بر ارزش افزوده مشتمل بر ۵۷ ماده و ۱۰۰ تبصره در تاریخ ۱۴۰۰/۰۳/۰۲ به تأیید شورای نگهبان رسید و از تاریخ ۱۴۰۰/۱۰/۱۲ لازم الاجرا و جایگزین قانون قبلی شد.

## معافیت‌ها

#### معافیت‌ها در ایران
ماده ۱۲ قانون مالیات بر ارزش افزوده عرضه کالاها و ارائه خدمات زیر و همچنین واردات آن‌ها حسب مورد از پرداخت مالیات معاف می‌باشند:
1. محصولات کشاورزی فرآوری نشده.
2. دام و طیور زنده، آبزیان، زنبورعسل و نوغان (کرم ابریشم).
3. انواع کود، سم، بذر و نهال.
4. آرد خبازی، نان، گوشت، قند، شکر، برنج، حبوبات و سویا، شیر، پنیر، روغن نباتی و شیرخشک مخصوص تغذیه کودکان.
5. کتاب، مطبوعات، دفاتر تحریر و انواع کاغذ چاپ، تحریر و مطبوعات.
6. کالاهای اهدایی به صورت بلاعوض به وزارتخانه‌ها، مؤسسات دولتی و نهادهای عمومی غیردولتی با تأیید هیئت وزیران و حوزه‌های علمیه با تأیید حوزه گیرنده هدایا.
7. کالاهایی که همراه مسافر و برای استفاده شخصی تا میزان معافیت مقرر طبق مقررات صادرات و واردات، وارد کشور می‌شود. مازاد بر آن طبق مقررات این قانون مشمول مالیات خواهدبود؛
8. اموال غیرمنقول.
9. انواع دارو، لوازم مصرفی درمانی، خدمات درمانی (انسانی، حیوانی و گیاهی) و خدمات توانبخشی و حمایتی.
10. خدمات مشمول مالیات بر درآمد حقوق، موضوع قانون مالیات‌های مستقیم.
11. خدمات بانکی و اعتباری بانکها، مؤسسات و تعاونی‌های اعتباری و صندوق‌های قرض‌الحسنه مجاز و صندوق تعاون.
12. خدمات حمل و نقل عمومی و مسافری درون و برون‌شهری جاده‌ای، ریلی، هوایی و دریایی.
13. فرش دستباف.
14. انواع خدمات پژوهشی و آموزشی که طبق آئین‌نامه‌ای که با پیشنهاد مشترک وزارتخانه‌های علوم تحقیقات و فناوری، امور اقتصادی و دارایی، بهداشت، درمان و آموزش پزشکی، آموزش و پرورش و کار و امور اجتماعی ظرف مدت شش ماه از تاریخ تصویب این قانون به تصویب هیئت وزیران می‌رسد.
15. خوراک دام و طیور.
16. رادار و تجهیزات کمک ناوبری هوانوردی ویژه فرودگاه‌ها براساس فهرستی که به پیشنهاد مشترک وزارت راه و ترابری و وزارت امور اقتصادی و دارایی تهیه و ظرف مدت شش ماه از تاریخ تصویب این قانون به تصویب هیئت وزیران می‌رسد.
17. اقلام با مصارف صرفاً دفاعی (نظامی و انتظامی) و امنیتی براساس فهرستی که به پیشنهاد مشترک وزارت دفاع و پشتیبانی نیروهای مسلح و وزارت امور اقتصادی و دارایی تهیه و به تصویب هیئت وزیران می‌رسد. فهرست مذکور از اولین دوره مالیاتی پس از تصویب هیئت وزیران قابل اجراء خواهدبود.

ماده۱۳ـ صادرات کالا و خدمت به خارج از کشور از طریق مبادی خروجی رسمی، مشمول مالیات موضوع این قانون نمی‌باشد و مالیات‌های پرداخت شده بابت آن‌ها با ارائه برگه خروجی صادره توسط گمرک (درمورد کالا) و اسناد و مدارک مثبت، مسترد می‌گردد.
تبصره ـ مالیات‌های پرداختی بابت کالاهای همراه مسافران تبعه کشورهای خارجی که از تاریخ خرید آن‌ها تا تاریخ خروج از کشور بیش از دو ماه نگذشته باشد، از محل وصولی‌های جاری درآمد مربوط هنگام خروج از کشور در مقابل ارائه اسناد و مدارک مثبت مشمول استرداد خواهدبود.

### آلمان
در آلمان مالیات بر ارزش افزوده برای فروش گل و گیاه ۷٪ است ولی به همان گل و گیاه در داخل گلدان ۱۹٪ تعلق می‌گیرد. در این رابطه (گل بریده، گل ریشه دار، داخل یا بدون گلدان، گلدان دائم یا گلدان یک بار مصرف) خط مشی روشنی وجود ندارد و پیوسته بین اداره مالیات و کسبه بحث و مجادله هست. این وضعیت پیچیده در رابطه با تخفیف‌های مالیات بر ارزش افزوده در سایر کشورهای اروپا نیز برقرار است.
مالیات بر ارزش افزوده برای غذا، جهت خوردن در داخل رستوران ۱۹٪ است ولی اگر مشتری همان غذا را با خود به بیرون از رستوران ببرد ۷٪ تعلق می‌گیرد. به همین خاطر صندوق دارهای رستورانهای سرپایی (Fast food) قبل از جمع‌بندی سفارش‌ها از مشتری می‌پرسند: "غذا را اینجا می‌خورید یا که با خودتان می‌برید؟" (اگر مشتری غذا را با خود به بیرون ببرد، تخفیف مالیاتی (۷٪ به جای ۱۹٪) به نفع فروشنده در صندوق رستوران می‌ماند)
مالیات بر ارزش افزوده فروش چندین برگ کاغذ چاپ شده ۱۹ ٪ است ولی اگر همان‌ها را به نحوی صحافی کنند (شبیه کتاب یا مجله با حجم محتوای تبلیغاتی کمتر از ۵۰٪) ۷٪ مالیات تعلق می‌گیرد. اگر محتوای کتاب طبقه‌بندی شده و برای جوانان ممنوع باشد ۱۹٪ مالیات تعلق می‌گیرد.

### عربستان و امارات
دولت‌های عربستان سعودی و امارات متحدهٔ عربی از اول ژانویهٔ ۲۰۱۸ شروع به گرفتن مالیات بر ارزش افزوده به مقدار ۵ درصد کردند و به این ترتیب سیاست زندگی بدون مالیات از گهواره تا گور در این کشورها پایان یافت؛ هرچند که این دولت‌ها هنوز برنامه‌ای برای اخذ مالیات بر درآمد ندارند.

## انتقادات

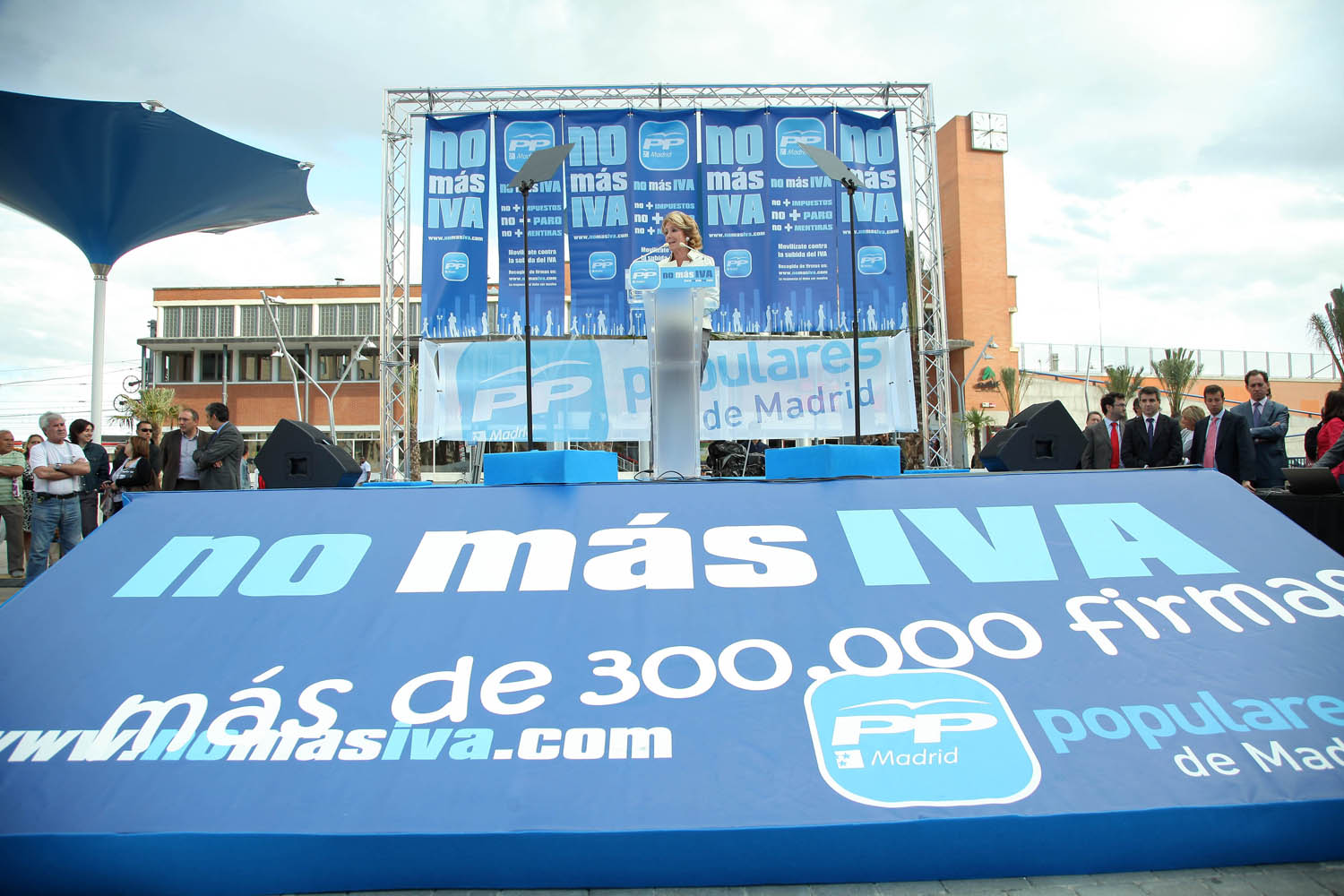
تظاهرات علیه مالیات در اسپانیا

از «مالیات بر ارزش افزوده» به این خاطر که بار آن بر مصرف‌کنندگان محصولات قرار می‌گیرد انتقاد شده است. برخی منتقدان آن را نوعی مالیات تنازلی می‌دانند، به این معنا که فقرا به نسبت درآمدشان مالیات بر ارزش افزودهٔ بیشتری می‌پردازند تا ثروتمندان. مدافعین استدلال می‌کنند که ارتباط دادن سطوح مالیات‌گیری به درآمد معیاری قراردادی است، و این که مالیات بر ارزش افزوده در واقعی یک مالیات تناسبی است که در آن مردم با درآمد بالاتر به این خاطر که بیشتر مصرف می‌کنند، بیشتر می‌پردازند. تصاعدی بودن یا تنازلی بودن مؤثر یک نظام مالیات ارزش افزوده ممکن است تحت تأثیر تفاوت نرخ‌های مالیات طبقات متفاوت مردم باشد. برای حفظ ماهیت تصاعدی کل مالیات بر افراد، کشورهای پیاده‌کننده مالیات بر ارزش افزوده مالیات بر درآمد کسانی که درآمد پایین دارند را کم کرده و پرداختی‌های مستقیم به گروه‌های کم درآمد را به راه انداخته‌اند که منجر به کاستن از بار مالیات بر فقرا می‌شود.